# The Farewell (pel·lícula de 2019)
The Farewell és una comèdia dramàtica estatunidenca de 2019 escrita i dirigida per Lulu Wang. És protagonitzada per Awkwafina, Tzi Ma, Diana Lin, Zhao Shuzhen, Lu Hong, i Jiang Yongbo. El film segueix la història d'una família que descobreix que a la seua àvia li queda poc temps de vida, llavors aquesta decideix celebrar una reunió familiar sense dir-li a l'àvia que es morirà. S'ha doblat al català.
La pel·lícula es basa en part de les experiències vitals de la directora Wang, que ja havia fet públiques primer per ràdio a What You Don't Know, i que van aparèixer com a part d'un episodi de This American Life. La pel·lícula es va projectar a la secció dramàtica i competitiva dels Estats Units del Festival de Cinema de Sundance de 2019 i va ser estrenada als Estats Units el 12 de juliol de 2019, gràcies a A24. Va rebre crítiques positives dels crítics, amb uns elogis per al guió i la direcció de Wang i per a les actuacions d'Awwwafina i Zhao Shuzhen.

## Repartiment
- Awkwafina com a Billi Wang (王比莉)
- Tzi Ma com a Haiyan Wang (王海燕), el pare de Billi
- Diana Lin com a Lu Jian (陆建), la mare de Billi
- Zhao Shuzhen com l'àvia per part paterna de Billi, dita "Nai Nai" (奶奶)
- Lu Hong com a Little Nai Nai, la germana menor de l'àvia de Billi
- Jiang Yongbo com a Haibin (海滨), el germà gran de Haiyan
- Chen Han com a Hao Hao (浩浩), el fill de Haibin
- Aoi Mizuhara com a Aiko (爱子), la xicota de Hao Hao
- Zhang Jing com a Yuping, la germana de Haiyan
- Li Xiang com la tia Ling, l'esposa de Haibin
- Yang Xuejian com a Mr. Li
- Jim Liu com el Dr. Song